# Poolse Militaire Medaille
De Poolse Orde Virtuti Militari werd in 1815 in het door de Russische Tsaar in personele unie geregeerde Congres-Polen omgedoopt in "Poolse Militaire Medaille". De voorrechten van de leden van de Orde bleven bestaan. Na de Poolse opstand van 1830 schafte de Tsaar de medaille af en verbood hij het dragen van zowel medaille als Orde.